# Geophis isthmicus
Geophis isthmicus — вид змій родини полозових (Colubridae). Ендемік Мексики.

## Поширення і екологія
Geophis isthmicus відомі за типовим зразком, зібраним в районі перешийку Теуантепек. Вони живуть в сухих тропічних лісах.